# Potentilla kashmirica
Potentilla kashmirica är en rosväxtart som beskrevs av Joseph Dalton Hooker. Potentilla kashmirica ingår i Fingerörtssläktet som ingår i familjen rosväxter. Inga underarter finns listade i Catalogue of Life.